# VertigO
Pour les articles homonymes, voir Vertigo.
VertigO (écrit sous la graphie [VertigO]) est une revue scientifique francophone en accès libre et uniquement électronique.

## Description
Créée en avril 2000, VertigO fait figure de pionnière dans le domaine de l'édition numérique scientifique francophone en faisant évoluer la communication des sciences par le développement d'outils utilisant les nouvelles découvertes technologiques et programmes en open source.
La revue offre une approche interdisciplinaire des sciences de l'environnement. Elle assure la promotion et la diffusion au sein de la francophonie de recherches et d'analyses scientifiques sur les grands problèmes environnementaux contemporains et de développement de nos sociétés.
Elle est hébergée depuis 2008 par le portail de revues scientifiques en ligne OpenEdition Journals, et a adopté (également en 2008) le logiciel d’édition électronique Lodel.

## Objectifs
VertigO a pour objectif de communiquer et de diffuser des connaissances sûres en matière d’environnement. Par le fait même, ce magazine permet aux juniors et aux seniors, dans le domaine de l’environnement, de montrer leurs recherches et de contribuer à la communication de ce milieu très riche.

## Relations institutionnelles
VertigO est rattachée à l'Institut des sciences de l'environnement (ISE) de l’Université du Québec à Montréal (UQAM). Elle bénéficie d'un soutien financier du Conseil de recherche en sciences humaines du Canada (CRSH) et du Fonds québécois de recherche sur la société et la culture (FQRSC),. En 2008, elle est devenue membre institutionnel de la Commission canadienne pour l'Unesco, pour un mandat de 3 ans.

## Notoriété
La revue est consultée en 2008 par 1 400 visiteurs quotidiennement, elle « a acquis rapidement une notoriété internationale ».

## Publication
Ce magazine publie des thèmes différents  dans chaque numéro. Pour permettre à tous de mettre la main à la pâte et d’avoir de la diversité, le comité de rédaction publie une liste des sujets à venir. Ce qui donne l’occasion à chaque chroniquer et chaque journaliste de publier un article.
La revue est publiée par les Éditions en environnement VertigO, qui publie également le magazine en ligne de vulgarisation environnementale FrancVert.